# Bad Image
Bad Image è il quarto album dei Kingdom Come pubblicato nel 1993 per l'etichetta discografica WEA International.

## Tracce
1. Passion Departed (Wolf) 4:51
2. You're the One (Wolf) 5:20
3. Fake Believer (Wolf) 3:48
4. Friends (Wolf) 4:37
5. Mad Queen (Wolf) 4:12
6. Pardon the Difference (But I Like It) (Wolf) 1:51
7. Little Wild Thing (Wolf) 3:18
8. Can't Resist (Wolf) 5:02
9. Talked Too Much (Wolf) 3:21
10. Glove of Stone (Wolf) 5:00
11. Outsider (Wolf) 4:35

## Formazione
- Lenny Wolf – voce, chitarra, basso
- Billy Liesgang - chitarra solista
- Heiko Radke-Sieb - chitarra solista
- Kai Fricke - batteria